# Toma de Guadalajara (1867)
La toma de Guadalajara de 1867 tuvo lugar el 14 de enero de 1867 en la ciudad de Guadalajara en el estado de Jalisco, México, entre elementos del ejército mexicano de la república, al mando del general Ramón Corona contra las tropas al servicio del Segundo Imperio Mexicano comandada por el general Ignacio Gutiérrez, compuesta de soldados conservadores mexicanos y franceses, durante la Segunda Intervención Francesa en México.

## Antecedentes
Cuando el general Ramón Corona tuvo conocimiento de que las fuerzas imperialistas evacuarían la ciudad de Mazatlán, creyó conveniente crear una Brigada del Ejército de Occidente que debía marchar sobre Jalisco. Las últimas tropas francesas que se habían quedado protegiendo Jalisco se replegaron en la ciudad de Guadalajara, que era la plaza más importante del área, que estaba en manos del jefe imperialista, el general Ignacio Gutiérrez.

## Batalla
El general Ramón Corona resolvió penetrando en el estado de Jalisco llegando hasta Autlán de Navarro. La batalla que se libró en el sur de la ciudad empezó a las once de la mañana y se prolongó hasta las cuatro de la tarde, cuando los republicanos alcanzaron la victoria. La batalla final se dio en la plaza de Guadalajara, ya que los imperialistas, al enterarse de aquella derrota, comenzaron a abandonar la ciudad esa misma noche poco a poco; con lo que la entrada republicana en Guadalajara era inminente, ya que el día 14 de enero de 1867 arribó a Guadalajara el General Ramón Corona.
- Datos: Q5480083